# Julien Bonnaire
Julien Bonnaire (Bourgoin-Jallieu, 20 settembre 1978) è un ex rugbista a 15 francese, nella sua carriera giocava nel ruolo di flanker; può vantare 75 presenze con la nazionale francese, tra cui la finale della Coppa del Mondo di rugby 2011 persa con la Nuova Zelanda.

## Biografia
Nativo del dipartimento dell'Isère, Bonnaire prese le mosse nella disciplina nel club di Saint-Savin e, nel 1999 esordì in campionato con la maglia del Bourgoin-Jailleu, squadra della sua città natale.
Nel corso del Sei Nazioni 2004, contro la Scozia, Bonnaire debuttò a livello internazionale; dal 2005 non ha mai saltato un incontro di tale torneo, che ha vinto due volte consecutive, nel 2006 e 2007.
Ha preso inoltre parte alla Coppa del Mondo di rugby 2007 nel corso della quale ha disputato 6 incontri (tutti fino alla semifinale compresa), nel ruolo di terza linea centro (numero 8), benché di elezione sia un flanker.
Dal 2007 milita nel Clermont-Auvergne (Clermont-Ferrand), con cui nel 2009-10 si è laureato campione di Francia.

## Palmarès
- Campionati francesi: 1
Clermont: 2009-10